# Kathedraal van Bazas
De voormalige kathedraal van Bazas is een aan Johannes de Doper gewijde rooms-katholieke kerk in het stadje Bazas in het Franse departement Gironde. Tot aan de Franse Revolutie was hier de zetel van een bisschop. Het gebouw werd beschermd als historisch monument in 1840. In december 1998 werd de kerk opgenomen in de UNESCO Werelderfgoedlijst als onderdeel van de Pelgrimsroutes in Frankrijk naar Santiago de Compostella

## Beschrijving
De kathedraal dateert voornamelijk uit de dertiende en veertiende eeuw, al stond op deze plek al in de vijfde eeuw een kerk. Van de bouwfase in romaanse stijl zijn sporen zichtbaar aan de basis van de toren. Het huidige gebouw werd opgetrokken in de stijl van de gotische kathedralen in het noorden van Frankrijk. Het interieur bestaat uit een lang schip zonder dwarsbeuk. Nadat de hugenoten in 1561 verwoestingen hadden aangericht, werd de kerk tussen 1590 en 1635 gerestaureerd. Verdere werkzaamheden waren nodig rond 1745, toen een blikseminslag het bovenste deel van de gevel verwoestte. Toen kreeg het een nieuwe gevel in neogriekse stijl.
De portalen uit de dertiende eeuw in de voorgevel zijn grotendeels gespaard tijdens de godsdienstoorlogen en de Revolutie. Het middenportaal is gewijd aan het Laatste Oordeel en het leven van Johannes de Doper. Op de trumeau staat een beeld van deze heilige. Het linker en rechter portaal hebben respectievelijk Petrus en Maria tot onderwerp.

## Afbeeldingen

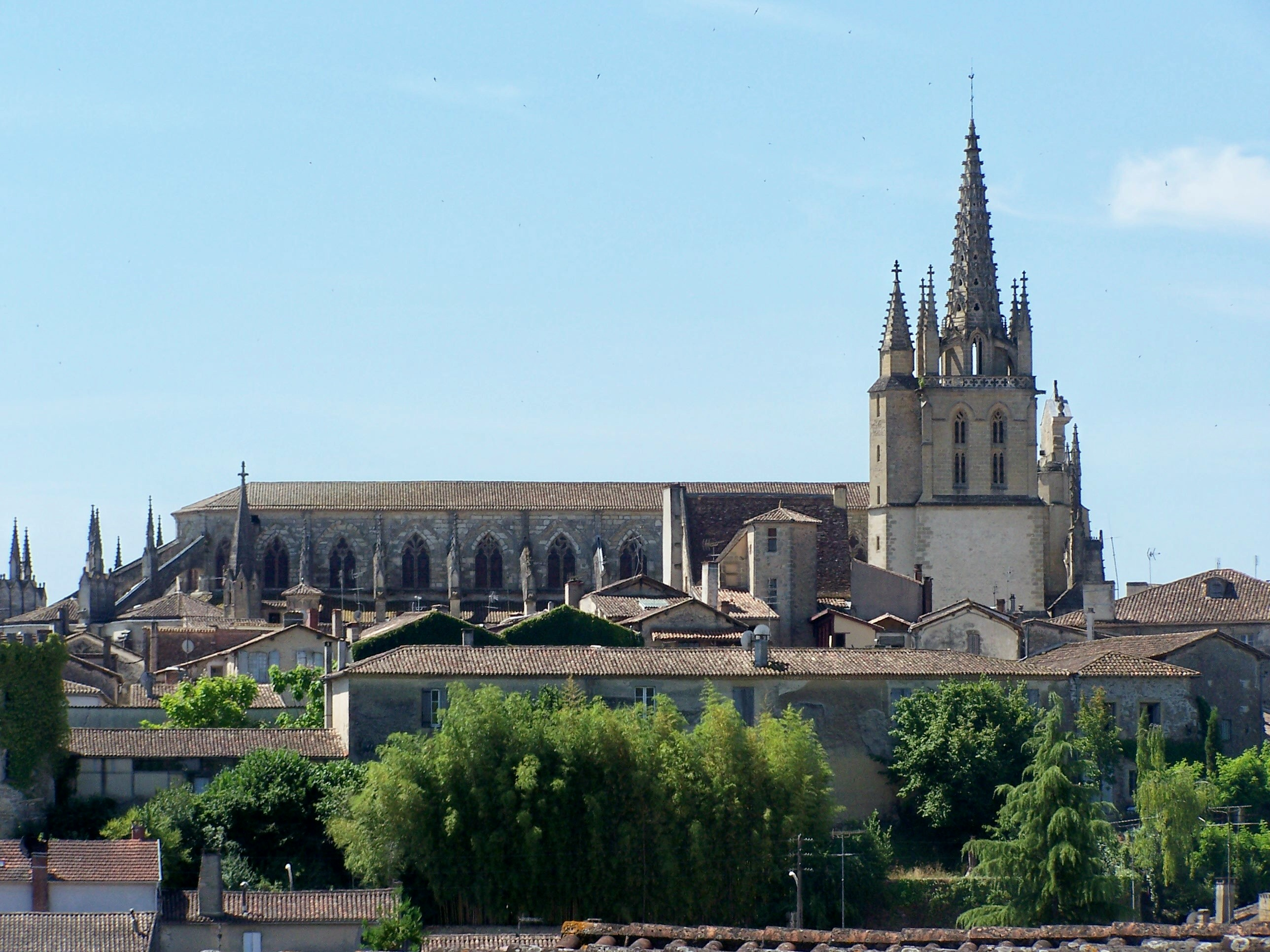
zicht op de kerk vanuit het noorden
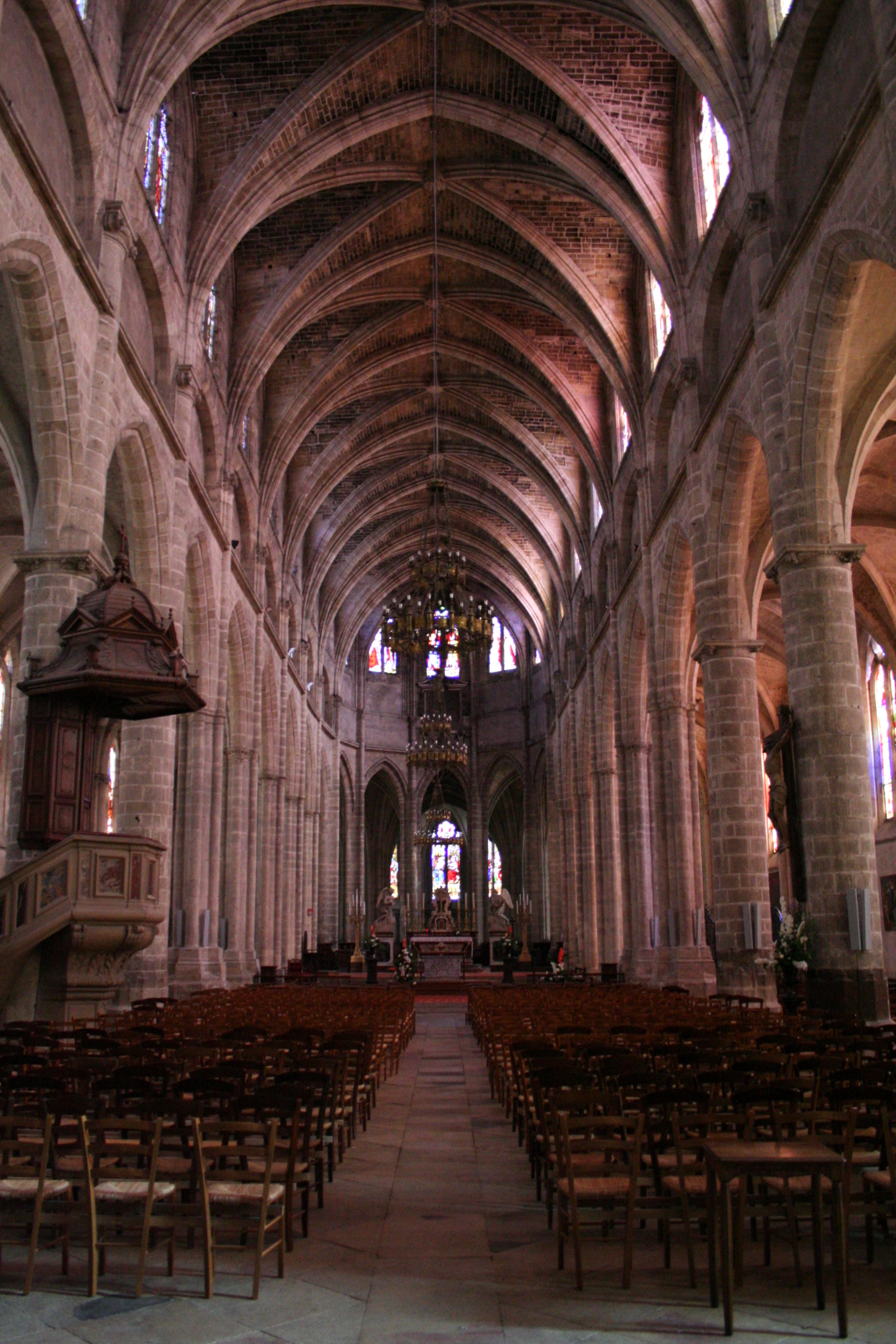
zicht op het middenschip
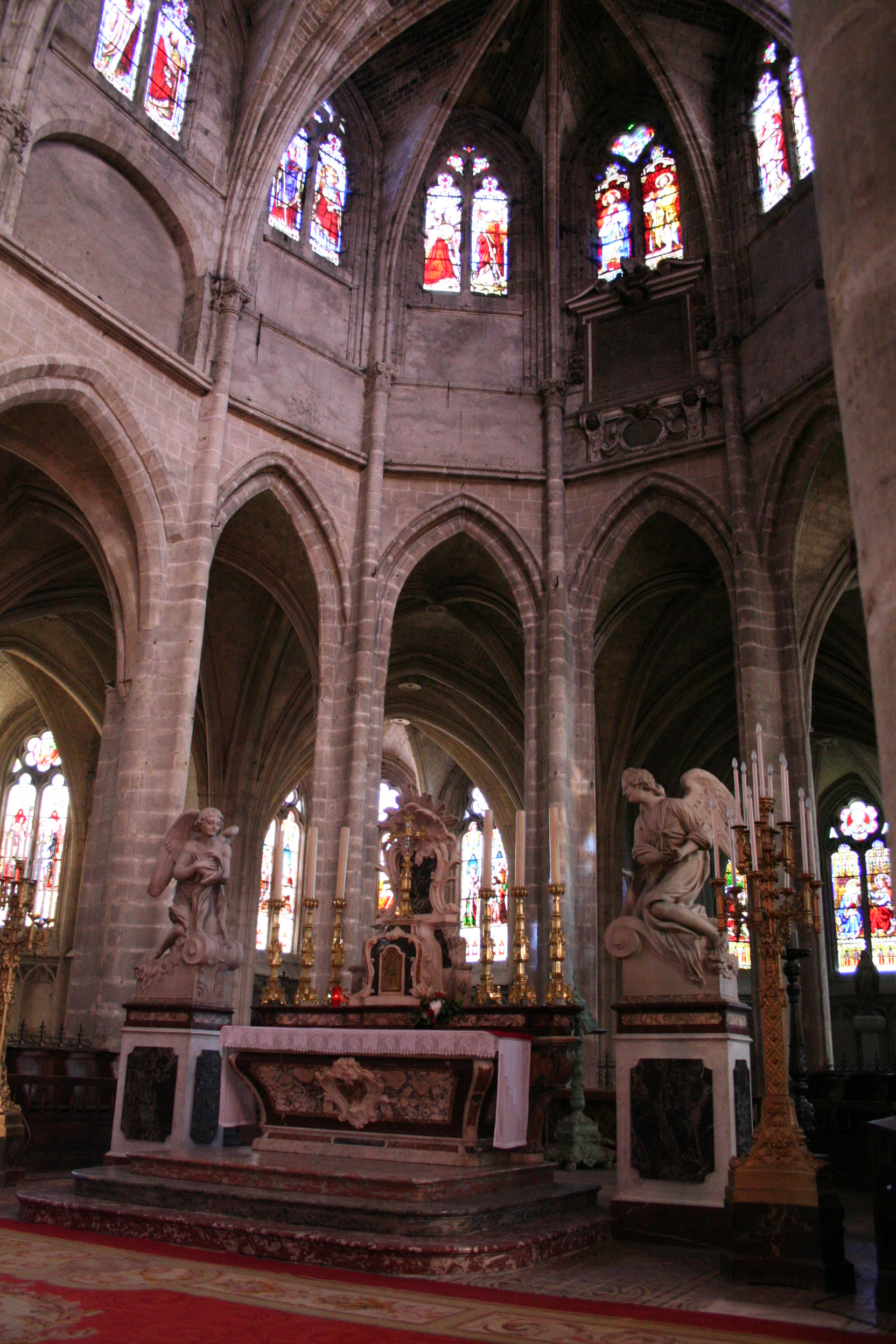
het hoofdaltaar en de kooromgang
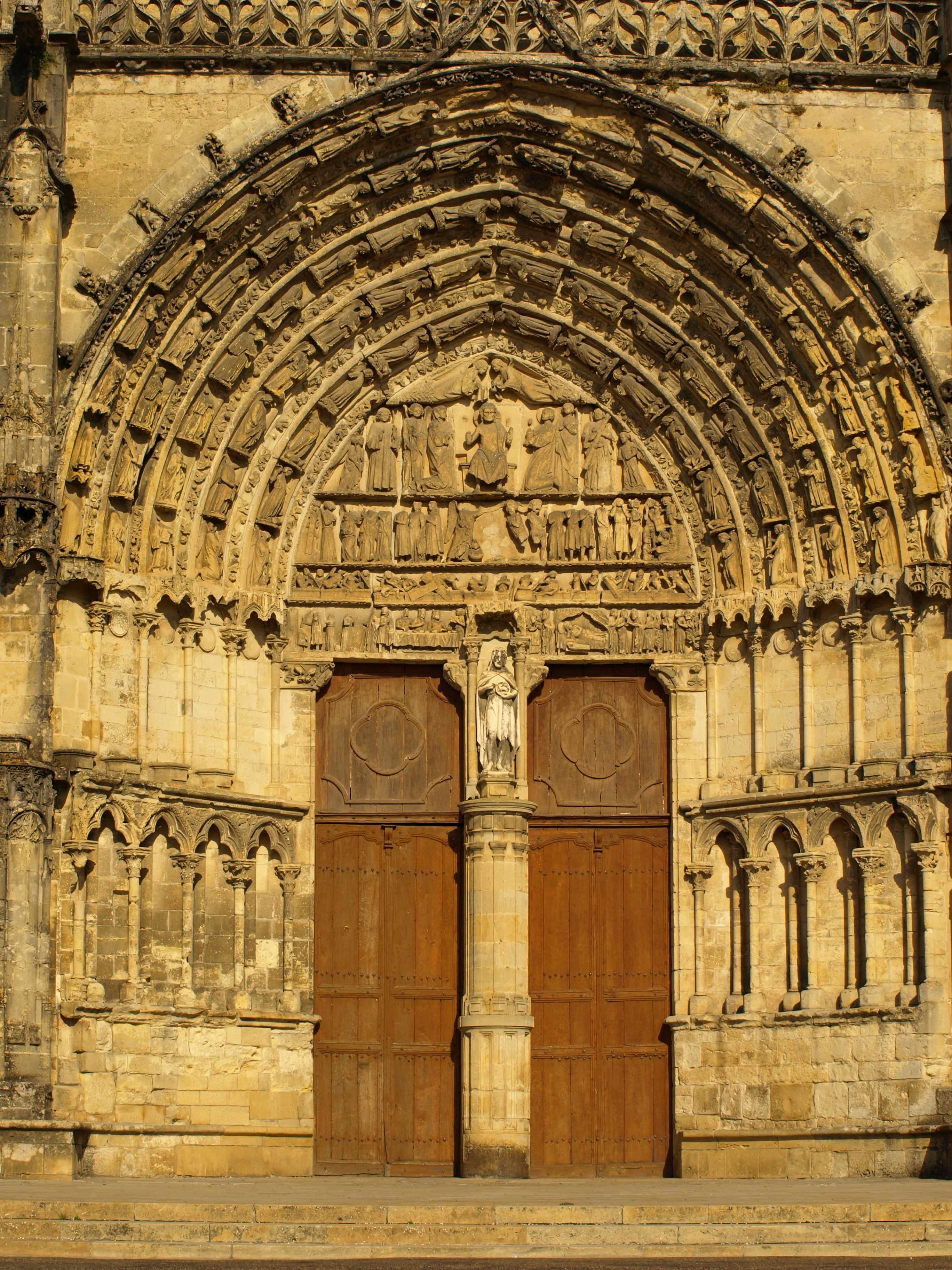
middenportaal
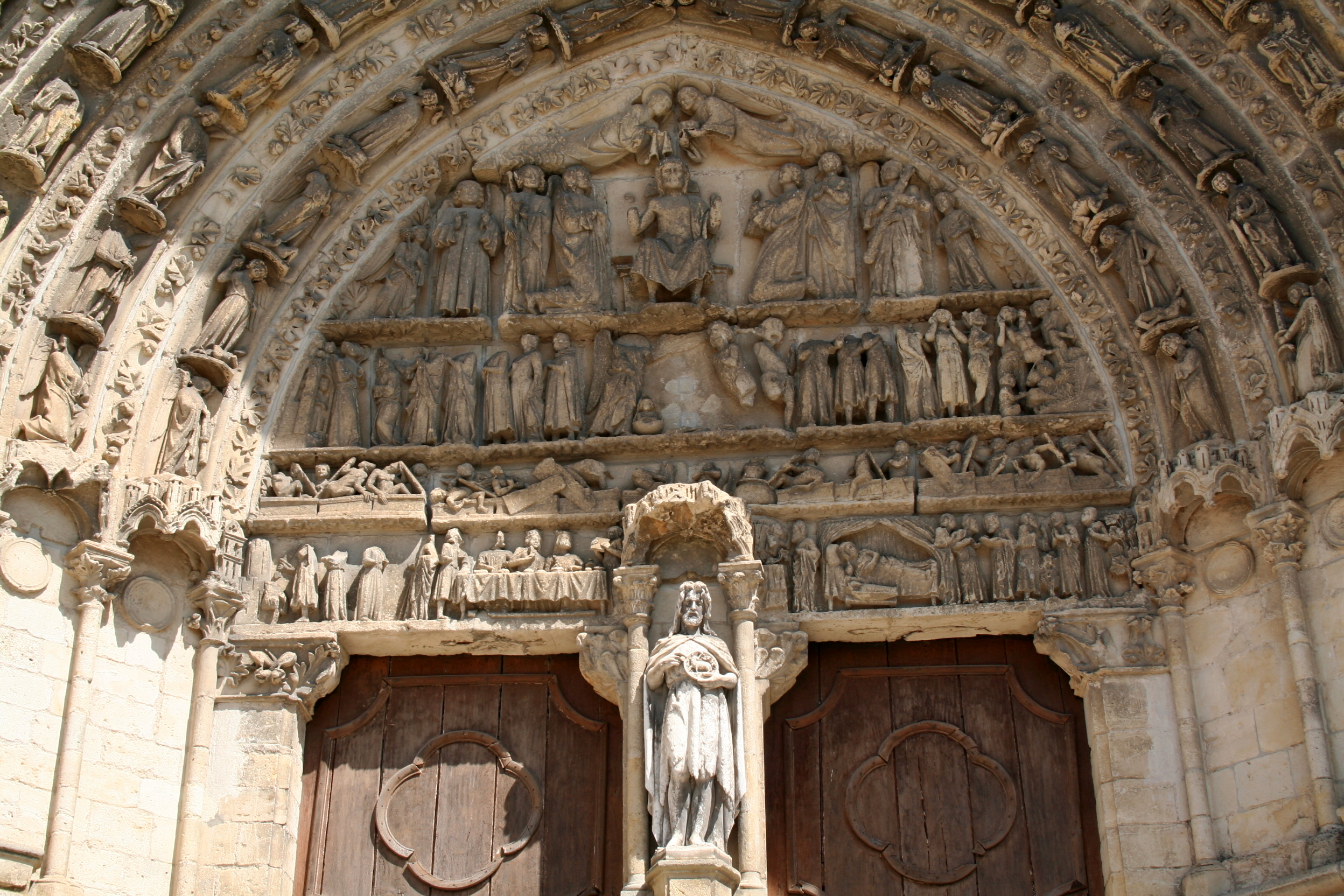
timpaan boven het middenportaal, met het Laatste Oordeel en scènes uit het leven van Johannes de Doper
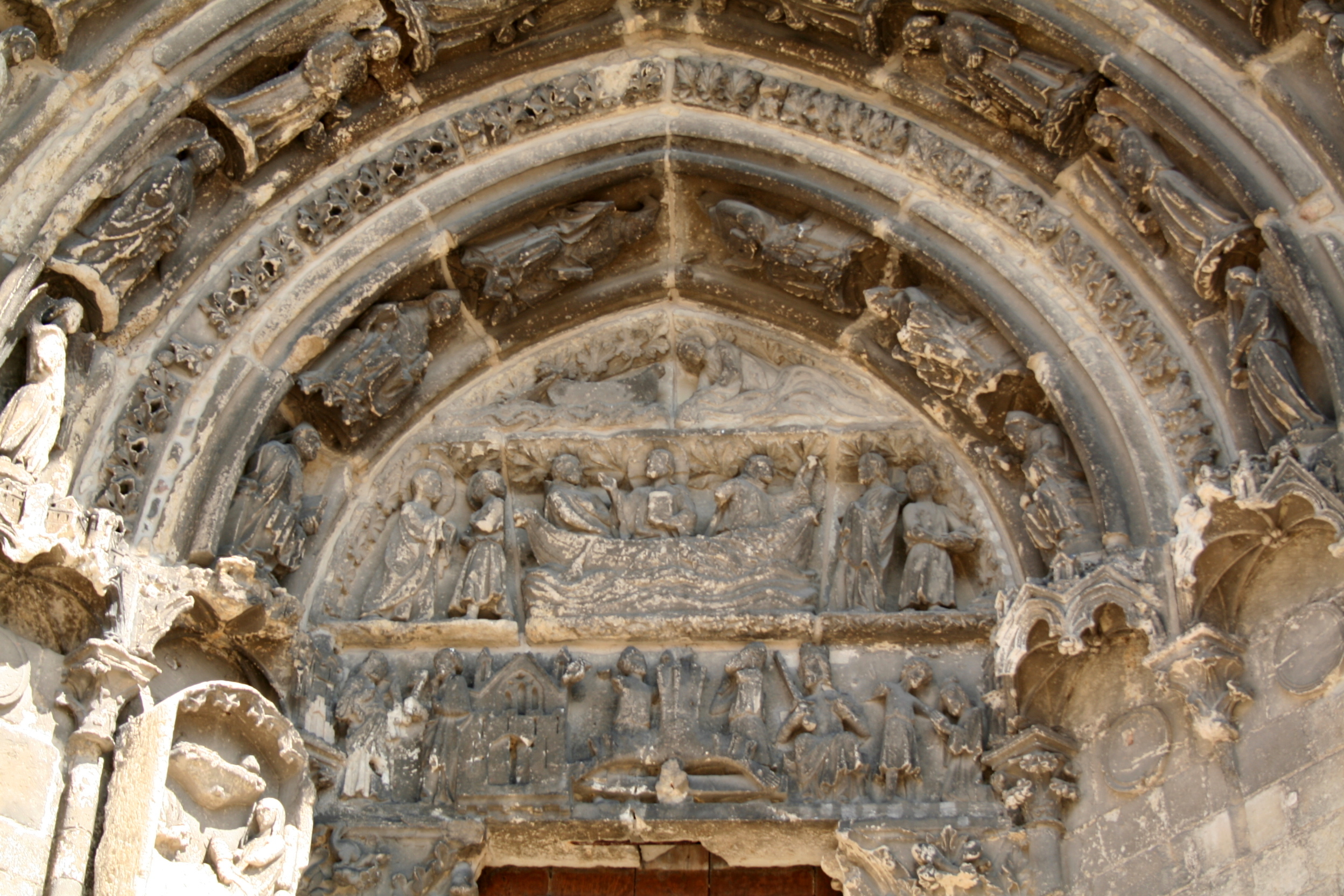
timpaan boven het linker portaal, met scènes uit het leven van Petrus